# ترسيخ فني
يعرف مصطلح الترسيخ الفني في علم التسويق بأنه التأثير العام للـعمل الفني على إدراك وتقييم المنتج الذي ارتبط به العمل الفني.
كان أول ظهور لهذا المصطلح في مقال كتب عام 2008 في جريدة البحوث التسويقية (Journal of Marketing Research). أوضح هنريك هاجتفيدت (Henrik Hagtvedt) وفانيسا باتريك (Vanessa Patrick) - اللذان كتبا المقال - إن هناك تأثيرًا إيجابيًا للعمل الفني على تقييم المستهلك للمنتجات غير الفنية التي ترتبط بأعمال فنية عن طريق التسويق أو تصميم المنتج على سبيل المثال. وذكر الكاتبان أن إبداع الفنون وتقييمها تطور خلال ألفية ما قبل التاريخ وأن لدى الإنسان في أي مكان في العالم رغبة في بذل الجهد الخلاق في سبيل التعبير عن نفسه في صورة فنية، وهذه الرغبة تنعكس على إدراكه للأشياء ومن ثم تصنيفها ضمن إطار خاص.  وهذا الإطار الخاص يتمتع بعديد من الخصائص ومنها عدم الانتفاع. وهذا لا يشير إلى أن الأعمال الفنية لا فائدة منها، بل يشير إلى أن الابتكار والمهارة هما جوهر الإبداع والتقدير للأعمال الفنية بغض النظر عن أي منفعة أو ضرر يعود على الشخص منها. وهذا السعي إلى الإجادة دون النظر إلى مغانم يؤدي إلى حدوث تقييم إيجابي للأشياء التي يقترن بها.